# البحث عن الحل
البحث عن الحل (بالإنجليزية: How to solve it)‏ عنوان لكتاب لجورج بوليا يتناول طرق حل المشكلات. صدر الكتاب عام 1945.

## نظرة عامة
يقترح الكتاب الخطوات التالية لحل المسائل الرياضية:
1. أولا، عليك أن تفهم المسألة.
2. بعد الفهم، عليك أن تضع خطة.
3. قم بتنفيذ الخطة.
4. راجع عملك، كيف كان يمكن أن يكون أفضل؟

إذا فشل هذا الأسلوب، يقترح المؤلف «إذا لم تكن تستطع حل مشكلة، إذا هناك مشكلة أسهل يمكنك حلها ابحث عن هذه المشكلة وحلها. إذا لم تستطع حل المشكلة المقترحة، حاول أولا أن تحل مشاكل متعلقة، هل تستطيع تخيل مشكلة أسهل متعلقة؟»

### المبدأ الأول: فهم المسألة
غالبًا ما يتم إهمال «فهم المسألة» على أنها واضحة وبدهية ولا يتم ذكرها في العديد من فصول الرياضيات ومع ذلك كثيراً من الطلاب يكون محبطون في جهودهم لأنهم ببساطة لا يفهمونها بشكل كامل أو حتى جزئياً المسألة. لذا يجب طرح الأسئلة المناسبة علي الطالب حسب مسألة كما في الامثلة التالية:
- أيمكنك إعادة صياغة مسألة؟
- هل يمكنك تصور أو رسم بياني للمسألة يساعدك على فهمها؟
- هل هناك معلومات كافية تمكنك من إيجاد حل؟
- هل تحتاج إلى طرح سؤال للحصول على الجواب؟

يتعين على المعلم اختيار السؤال بمستوى الصعوبة لكل طالب للتأكد مما إذا كان كل طالب يفهم بمستواه الخاص.

### المبدأ الثاني: ابتكار الخطة
يذكر بوليا في كتابه بأن هناك عدة طرق منطقية لحل أي مسائل وأفضل طريقة لتعلم مهارة اختيار الإستراتيجية المناسبة عن طريق حل العديد من المسائل المتنوعة وسوف تسهل عملية الاختيار كلما مارس في استخدام الإستراتيج المناسبة. يتضمن الكتاب قائمة لبعض الاستراتيجيات كما هي موضحة على النحو التالي:
- التخمين والتحقق
- عمل قائمة منظمة
- استبعد الاحتمالات
- استخدم التماثل
- النظر في الحالات الخاصة
- استخدام المنطق المباشر
- حل المعادلة

كما يقترح بوليا بعض الطرق منها أيضا:
- ابحث عن نمط
- رسم صورة
- حل مشكلة أبسط
- استخدم نموذجًا
- استخدم صيغة

### المبدأ الثالث: تنفيذ الخطة
تعتبر هذه الخطوة عادة ما تكون أسهل من التي قبلها وهي ابتكار خطة، وبشكل عام كل ما تحتاجه هو معرفة المهارات اللازمة التي تحتاجها وقليل من الصبر والتأني. واصل الاستمر في الإستراتيجية التي اخترتها حتى تثبت فشلها ثم انتقل إلى الإستراتيجية آخر.

### المبدأ الرابع: المراجعة
يشرح بوليا في كتابه أهمية المراجعة حيث أنه يمكن الاستفادة بشكل أكبر من خلال أخذ الوقت للتفكير والنظر إلى الإستراتيجيات التي نجحت وفشلت. مراجعة الطريقة سيمكّنك بالتنبؤ ومعرفة الاستراتيجية التي يجب استخدامها لحل المسائل في المستقبل.

## الحدس المهني
يحتوي الكتاب على قاموس لمجموعة من الأساليب التجريبية على الحدس المهني حيث يمكن التعرف عليها وستخدامها لمعرفة وحل المسألة، ومنها علي سبيل المثال:
| الحدس المهني     | الوصف المبدئي                                         | الوصف النظير |
| ---------------- | ----------------------------------------------------- | ------------ |
| التمثيل          | هل يمكنك إيجاد مسألة مماثلة لمشكلتك وحلها؟            | تطبيق        |
| العناصر المساعدة | هل يمكنك إضافة عنصر جديد لمسألتك يساعد للوصول إلى حل؟ | ؟            |
| التعميم          | هل يمكنك أن تجد مسألة أعم من مسألتك؟                  | تعميم        |
| الاستقراء        | هل يمكنك حل مسألتك باشتقاق التعميم من بعض الأمثلة؟    | استقراء      |
| حالة خاصة        | هل يمكنك أن تجد مسألة أكثر تخصصًا؟                     | حالة خاصة    |

## وصلات خارجية
- البحث عن الحل في موقع أرشيف الإنترنت